# Una noche en el Viejo México
Una noche en el Viejo México (A Night in Old Mexico) és una pel·lícula de 2013 dirigida per Emilio Aragón Álvarez protagonitzada per Robert Duvall i Jeremy Irvine.

## Repartiment
- Robert Duvall: Red Bovie
- Jeremy Irvine: Gally
- Angie Cepeda: Patty Wafers
- Luis Tosar: Panama
- Joaquín Cosío: Cholo
- Jim Parrack: Moon
- James Landry Hébert: J.T.

## Palmarès cinematogràfic
XXVIII edició dels Premis Goya
| Categoria              | Persona                                       | Resultat |
| ---------------------- | --------------------------------------------- | -------- |
| Millor cançó original  | Aquí segueixo Julieta Venegas i Emilio Aragón | Nominat  |
| Millor música original | Emilio Aragón                                 | Nominat  |